# Institut supérieur d'électronique de Paris
 Institut supérieur d'électronique de París (ISEP) es una grande école (gran escuela) francesa situada en París. Está especializada en electrónica, telecomunicaciones e informática.
ISEP cultiva ingenieros en las áreas clave del mundo de la informática Informática y Ciberseguridad - Electrónica y Robótica - Telecomunicaciones e Internet de las Cosas (IoT) - Imagen y Salud - Inteligencia Artificial
La escuela se fundó en 1955 en el lugar en el que Édouard Branly, profesor de física de la Universidad católica de París, descubrió el cohesor en 1890.
La escuela tiene dos campus, uno en París, en el 6ème -situado en el corazón de París, junto al "Quartier Latin", y otro en un barrio periférico llamado Issy les Moulineaux.

## Departamentos
El ISEP tiene tres departamentos principales (Electrónica,Telecomunicaciones, Sistemas de Información) y diez laboratorios para la enseñanza y la investigación. El ISEP mantiene relaciones con varias empresas de su sector (Thales, STMicroelectronics, ATMEL) y tiene una fuerte orientación de programa a nivel mundial (acuerdos de cooperación con más de 20 instituciones internacionales, miembro de 3 programas de intercambio internacional). ISEP también ha iniciado un programa de máster internacional. El ISEP acoge a una gran variedad de estudiantes internacionales, tanto de grado como de postgrado.

## Rankings
Es una de las cuatro mejores escuelas según las revistas francesas l'Express y L'Étudiant en 2010. En 2015, la escuela fue clasificada como la mejor de Francia en materia "digital" y la mejor escuela privada en general por l'Usine Nouvelle. En 2018, el ISEP fue clasificado en lo más alto del podio por la revista L'Étudiant (entre 174 instituciones) por el criterio "Ganarse bien la vida en la tecnología de la información".

## Grados
El programa del máster de Ingeniería ISEP IEMDP es un programa de 4 semestres. Su objetivo es preparar a los estudiantes internacionales para el máster ISEP de Ingeniería (el Diplôme d'ingénieur). Este título está reconocido por el gobierno francés, acreditado por la Institución de Acreditación de Ingeniería CTI y reconocido como un máster internacional dentro del esquema europeo de Bolonia. El programa está abierto a los graduados con una licenciatura y los estudiantes se incorporan al plan de estudios estándar de ingeniería francés a partir del 2º año del ciclo de ingeniería. Se proponen tres especializaciones:
- Sistemas embebidos
- Ingeniería de software
- Telecomunicación inalámbrica y IoT sistemas

## Socios internacionales
El Programa de Estudios en el Extranjero de la Universidad de Stanford en París es acogido cada año por el Institut supérieur d'électronique de París. Cada año, estudiantes chinos de la Universidad de Ciencia y Tecnología de Huazhong acuden durante dos años para seguir cursos de Diplôme d'Ingénieur . Además, también se ofrece un curso especial en ICIT Pvt Ltd Savitribai Phule Pune University(Pune). Se trata de un curso de 6 meses de duración en dos campos: Curso de Diploma PG en Computación Avanzada y Diseño de Sistemas Embebidos. Otras famosas universidades asociadas que ofrecen programas de intercambio son la Universidad de Bologna (Italia), Cranfield Universidad (Reino Unido), Nacional Chiao Tung Universidad (Taiwán), Inha Universidad (Corea del Sur), Vellore Instituto de Tecnología (India), Nanyang Universidad Tecnológica (Singapur), Universidad de Hong Kong de Tecnología & de Ciencia (Hong Kong), Universidad de California, Davis (Estados Unidos).